# Ceropegia candelabrum
Ceropegia candelabrum ist eine Pflanzenart aus der Unterfamilie der Seidenpflanzengewächse (Asclepiadoideae). Das Artepitheton leitet sich von dem Kandelaber-ähnlichen Aussehen der Blütenstände ab.

## Merkmale

### Vegetative Merkmale
Ceropegia candelabrum ist eine ausdauernde, sukkulente, windende Pflanze mit einer rundlichen Wurzelknolle. Die kräftigen, kahlen Triebe haben einen Durchmesser von 3 bis 4 mm. Die Blätter sind gestielt. Die leicht fleischigen Blattspreiten sind linealisch, elliptisch bis rundlich mit zugespitztem Ende. Sie sind 2 bis 7 cm lang und 0,8 bis 3,5 cm breit.

### Blütenstand und Blüten
Der Blütenstand ist gestielt mit einem bis 3 cm langen Schaft. Die Scheindolden tragen 5 bis 12 Blüten. Die Blütenstiele sind 3 bis 10 mm lang, die Kelchblätter etwa 4 mm. Die Blütenkrone ist 2,5 bis 4,5 cm hoch grünlich gelb gefärbt mit rotbraunen Streifen (vor allem im Bereich des Kronröhrenkessels). Der Kronröhrenkessel ist eiförmig und geht allmählich in die Kronröhre über. Diese ist gerade oder auch gebogen und hat an der Basis (über dem Kronröhrenkessel) einen Durchmesser von 3 bis 4 mm. Sie weitet sich zum oberen Ende hin bis auf etwa 10 mm. Die Innenseite ist behaart. Die Kronblattzipfel sind dreieckig und oft linealisch ausgezogen. Die beiden Hälften sind entlang der Längsachse komplett nach außen umgebogen und mit den Spitzen über der Kronröhre verwachsen. Die behaarte Innenseite ist gelblich bis grünlich, die Spitzen purpurfarben. Die Spitzen können über den Verwachsungspunkt hinaus stark verlängert sein. Die Nebenkrone ist gestielt, die Basis ist verwachsen. Die Zipfel der interstaminalen äußeren Nebenkrone sind mit der becherigen Nebenkronebasis verwachsen. Nur ein kurzer Saum von 0,7 mm Höhe ist seitlich hochgezogen und mit der Basis der staminalen Nebenkrone verwachsen. Die linealisch-spateligen Zipfel der staminalen Nebenkrone sind 2 bis 3 mm lang, stehen aufrecht und neigen sich aufeinander zu. Die Pollinien sind breit eiförmig und 0,30 mm breit und 0,23 mm lang.

## Geographische Verbreitung und Ökologie
Die Art kommt in Indien und Sri Lanka sowie in Vietnam vor. In Indien blüht sie von August bis Januar. Früchte werden von September bis Januar gebildet.

## Nutzung durch den Menschen und medizinische Bedeutung
Die Wurzelknollen sind essbar und werden vor allem von den Ärmsten roh oder gekocht gegessen. Die Pflanze wird aber auch zu verschiedenen medizinischen Zwecken verwendet, so gegen Hämorrhoiden, Verdauungsstörungen, Kopfschmerzen und gegen Bisse giftiger Tiere.
Ceropegia candelabrum ist mittlerweile im ursprünglichen Areal recht selten geworden. Es gibt bereits Projekte zur künstlichen Vermehrung.

## Systematik und Taxonomie
Die Art wurde 1753 von Carl von Linné erstmals beschrieben. Er verwies dabei auf Tafel 16 im Band 9 im Werk Hortus Indicus Malabaricus des Henricus van Rhede von 1689. 1795 wurde die Art erneut von William Roxburgh als Ceropegia tuberosa beschrieben, ein jüngeres Synonym von C. candelabrum. Weitere Synonyme sind: Ceropegia biflora L., Ceropegia mucronata Roth, Ceropegia longiflora Poir. in Roem. & Schult., Ceropegia candelabriformis St.-Lag., Ceropegia elliotii Hook.f. und Ceropegia discreta N.E.Br. Ceropegia candelabrum ist die Typusart der Gattung Ceropegia L.
Japtap et al. (1999) scheiden zwei Varietäten aus:
- Ceropegia candelabrum var. candelabrum
- Ceropegia candelabrum var. biflora (L.) Ansari

Die beiden Taxa werden aber weder von der Plant List, noch von der Ceropegia Checklist als gültige Taxa anerkannt.